# CAPCOM VS. SNK 2 MILLIONAIRE FIGHTING 2001
『CAPCOM VS. SNK 2 MILLIONAIRE FIGHTING 2001』（カプコン バーサス エス・エヌ・ケイ ツー ミリオネア ファイティング ツーサウザンドワン）は2001年8月3日稼働のカプコンが開発・販売したアーケードゲーム。ジャンルは2D対戦型格闘ゲーム。SNKとのクロスライセンス契約プロジェクト「SNK VS. CAPCOM」の一環であり、カプコン製作の「CAPCOM VS. SNK」シリーズとしては『カプコン バーサス エス・エヌ・ケイ ミレニアムファイト 2000』に次いで2作目。略称「カプエス2」「CvS2」。
稼動から間もなく家庭用ゲーム機に移植された（#移植版）。

## 概要
カプコンとSNKのキャラクターが競演した、チームバトル型の対戦型格闘ゲーム。キャラクターの強さを決めるレシオシステムの仕様変更、『ストリートファイター』シリーズと『ザ・キング・オブ・ファイターズ』シリーズを中心に、オリジナルコンボ、ブロッキング、怒りゲージ、ジャストディフェンスなどのシステムが導入された。また前作に登場した33人のキャラクターに加えて、新規参入した『私立ジャスティス学園』『月華の剣士』なども含めて、総勢50人近くのキャラクターが登場するなど、前作からボリュームアップした。
異なるシステム基盤をもつキャラクターの対戦だけではなく、グルーブを選択することによってシステムの垣根を超えた選択が可能であった。50名近くのキャラクターそれぞれに6種類のグルーブ、レシオやチームの組み合わせは200万通りを超える。
稼動初期にはカプコン公式の大会も開催されており、また対戦型格闘ゲームの全国大会「闘劇」の種目としても選ばれている。また、e-sportsの種目にも選出されている。
本作はカプコンの対戦型格闘ゲームの集大成として製作されており、事実上の最終作であることが示唆されていた。
本作のゲーム中のアナウンスは浅井博章が担当している。

## システム
攻撃ボタンは前作の4ボタンから、パンチ・キックそれぞれ弱・中・強の6ボタンに変更された。『ストリートファイター』シリーズのシステムを基本とし、SNKシリーズの独自システムのいくつかは調整の上で実装されている。

### グルーヴシステム（GROOVE）
グルーヴとは、異なるゲーム同士の対戦を実現するためのシステムである。チーム内で統一され、前作の2種類に対し本作では6種類と増えており、プレイヤーはキャラクター選択前に C, A, P, S, N, K のうち一つのグルーヴを選択する。スーパーコンボ・超必殺技を出すためのゲージの仕様が主に異なり、その他にも特殊移動・回避行動などの各種の特性（サブシステム）がグルーヴによって変化し、選択したグルーブが基としているゲームシステムに近い動きができるようになる。家庭用ではex-GROOVEとしてグルーブシステムを自作できる。

#### 共通システム
- 相手の近くでレバー前or後ろ+強攻撃で、相手のガードを崩す投げ。
- 体力ゲージの下にガードクラッシュゲージがあり、相手の攻撃をガードすると消費。ガードクラッシュゲージが無くなるとガードクラッシュし、一定時間無防備になる。
- レバーを下に倒してから上に入れると大ジャンプする。
- ゲージを一定量消費してスーパーコンボまたは超必殺技を使用できる。スーパーコンボはゲージ消費量によってLv1, Lv2, Lv3 (MAX) の3種類に分かれる。

#### サブシステム
ex-GROOVEで作成する場合の制限も記載している。
- 高速移動システム - レバーを前方向に2回入れることで、通常よりも高速で移動するアクション。またレバーを後方向に2回に入れるとバックステップ。
  - DASH（ダッシュ） - 一定距離を移動。RUNと共存不可。通称ステップ。
  - RUN（ラン） - レバーを入れている間走り続ける。DASHと共存不可。後方へは上記ダッシュと同じになる。
- 特殊回避システム - 弱パンチ・弱キック同時押しで使用できる、打撃を回避するアクション。
  - ROLLING（回り込み） - 投げ技以外に無敵になり、前方へ前転する。終わり際に若干隙がある。DODGEと共存不可。全キャラクターで同じ動き、移動距離をする。通称前転。前転キャンセルと呼ばれるバグが発覚し、戦術に大きな影響を及ぼした。
  - DODGE（攻撃避け） - 打撃無敵になり、その場で攻撃をかわす。そこから攻撃ボタンでカウンター攻撃が使用可能。パンチかキックかで性能が異なり、またカウンター攻撃そのものもキャラクターごとに性能差がある。ROLLINGと共存不可。
- ガードキャンセル - ガード中に一定量のガードゲージおよびLv1スーパーコンボと同じ分量のパワーゲージを消費して使用できるアクション。
  - COUNTER ATTACK（ガードキャンセル攻撃） - ガード硬直中にレバー前＋中パンチ・中キック同時押しで、ガード硬直をキャンセルして攻撃。
  - COUNTER MOVE（ガードキャンセル移動） - ガード硬直中にレバー前or後ろ＋弱パンチ・弱キック同時押しで、ガード硬直をキャンセルして移動。
- 空中での補助システム - ジャンプ時に行える特殊アクション。
  - AIR GUARD（空中ガード） - ジャンプ中でもガードできる。ただし地上判定の技とスーパーコンボはガード不可。
  - SMALL JUMP（小ジャンプ） - ジャンプ操作時のレバー入力時間を短くすることで、ジャンプの動作を小さくする。
- ダウン回避システム - ダウン時に行えるアクション。
  - TACTICAL RECOVERY（時間差起きあがり） - ダウン中に弱パンチ・中パンチ・強パンチ同時押しで、起きあがるタイミングを遅らせる。
  - SAFE FALL（ダウン回避） - ダウンする直前に弱パンチ・中パンチ・強パンチ同時押しで、受け身を取る。
- 特殊な防御システム - ガードの代わりに使用できる特殊なアクション。
  - BLOCKING（ブロッキング） - 攻撃が当たる直前にレバー前or真下（攻撃により異なる）で、攻撃を打ち払う。
  - JUST DEFENCE（ジャストディフェンス） - 攻撃が当たる直前にガード操作をすると、硬直が短くなり、体力が若干回復する。

#### カプコン系
C, A, Pグルーヴが該当する。高速移動のためのサブシステムはダッシュ。また、カプコン系グルーヴは全てゲージ残量を次のラウンドへ持ち越せるが、SNK系グルーヴにあるパワーMAXは使用できない。
Cグルーヴ - スーパーコンボレベルゲージシステム - 空中ガード、回り込み、時間差起きあがり、ガードキャンセル攻撃
ゲージはレベル（Lv）1 - 3の3段階に分かれており、溜まり具合に応じてLv1 - 3のスーパーコンボを出せる（ボタンの弱中強でレベルを選択）。全グルーヴ中唯一空中ガードが可能。Lv2スーパーコンボを出せるのもこのグルーヴのみで、これのヒット時に限り、一部を除き必殺技とスーパーコンボでキャンセルできる。
『ストリートファイターZERO3』のZ-ISM（海外版ではA-ISM）に近く、前作のCAPCOMグルーヴとほぼ同じ。
Aグルーヴ - オリジナルコンボゲージシステム - 回り込み、ダウン回避、ガードキャンセル攻撃
ゲージは2段階に分かれており、ゲージ50%の消費でLv1のスーパーコンボが、100%溜まるとオリジナルコンボが使用可能。発動中はガード不可。オリジナルコンボを発動するとゲージが徐々に減少していき、ゲージが空になるまでの間、通常技・必殺技・相手のガードの有無に関わらず攻撃が当たった瞬間から次の技へキャンセルが可能になる。残りゲージ量にかかわらず、オリジナルコンボ中であればLv1スーパーコンボを1回だけ出せる。発動中にスーパーコンボを出した時点でオリジナルコンボは終了し、ゲージは空になる。発動中に攻撃を受けてもオリジナルコンボは終了し、その場合はオリジナルコンボが中断された時のゲージ残量をそのまま持ち越しになる。オリジナルコンボ発動の瞬間は無敵時間がある。
『ストリートファイターZERO3』のV-ISMに近い。
Pグルーヴ - スーパーコンボゲージシステム - ブロッキング、時間差起きあがり、小ジャンプ
ゲージは1段階のみで、完全に溜まったときのみLv3スーパーコンボを発動できる。ゲージが溜まる速度は他のグルーヴより遅いが、ブロッキング成功時はゲージが多めに溜まる。また、ゲームキューブ版・Xbox版では必殺技からスーパーコンボに繋げるスーパーキャンセルが使用可能。
『ストリートファイターIII』における、ストック数が1本でゲージが長いスーパーアーツを持つキャラクターに近い。

#### SNK系
S, N, Kグルーヴが該当する。高速移動のためのサブシステムはラン。SNK系グルーヴは全てパワーMAXが使用できる。
Sグルーヴ - エキストラゲージシステム - 攻撃避け、時間差起きあがり、ガードキャンセル攻撃、小ジャンプ
前作のSNKグルーヴと同じく、強パンチ・強キック同時押しによるゲージ溜め行動で任意にゲージを溜められる。ゲージは満タンになった瞬間から減少し始め、空になるまで攻撃力が上がり、1回だけ超必殺技（Lv1スーパーコンボに相当）が使用可能になる。体力が点滅した状態では超必殺技を無制限に出せるほか、その状態でさらにゲージが一杯になっていればMAX超必殺技（Lv3スーパーコンボに相当）を出せる。ゲージ点滅の状態ではゲージの溜めの速度が若干遅くなり、ラウンドが終了すると残量は0になり、ゲージ残量を次のラウンドへ持ち越せない。
『THE KING OF FIGHTERS '98』のEXTRAモードに近く、前作のSNKグルーヴとほぼ同じ。
Nグルーヴ - アドヴァンストパワーゲージシステム - 回り込み、ダウン回避、ガードキャンセル攻撃、ガードキャンセル移動、小ジャンプ
ゲージが一杯になるとストックとして3つまで保持でき、これを消費して超必殺技や、強パンチ・強キック同時押しによるパワーMAXを発動できる。パワーMAX状態は一定時間持続し、この間は攻撃力が増加するほか、この状態でさらにストックがあるとMAX超必殺技を使用可能。
パワーMAX状態の間はゲージの増加が止まる。
『THE KING OF FIGHTERS '98』のADVANCEDモードに近い。
アーケード版ではパワーMAX時に「POWER UP!」と表示されず、ストックが3つ溜まった時に「POWER UP!」と表示されていたが、家庭用版では修正されている。
Kグルーヴ - 怒りゲージシステム - ジャストディフェンス、ダウン回避、小ジャンプ
怒りゲージは能動的には溜められず、相手の攻撃を食らうことで溜まっていく。ゲージが満タンになると怒り状態になり、ゲージが減少し始める。空になるまでの間、攻撃力・防御力ともに大きく上昇するほか、MAX超必殺技が1回だけ使用可能になる。
怒ゲージのMAX超必殺技のみ、他のグルーヴのMAX超必殺技やLv3スーパーコンボよりも若干威力が上である。
防御面では、相手の攻撃が当たる直前にガードすると、硬直が若干減って間合いが離れなくなるジャストディフェンスを備える。これを成功させると、体力が若干回復し、怒りゲージも溜まる。
Kグルーヴは負けた場合のみ次のラウンドにゲージ残量の持ち越しはできない。
怒りゲージは『サムライスピリッツ』から、ジャストディフェンスは『餓狼 MARK OF THE WOLVES』から、それぞれ採用されている。

### レシオ（RATIO）
キャラクターの強さを決定する数値。1 - 4まで設定でき、レシオが大きいほどキャラクターの攻撃力・体力が高くなる。
前作ではキャラクターごとに固有のレシオが設定されており、合計が4になるように選択しなければならなかったが、本作ではプレイヤーには4つ分のレシオが設定され、キャラクターを1 - 3人までの範囲で選択し、4つ分のレシオをチーム内で割り振るフリーレシオシステムを採用している。チームが1人だけなら自動的にそのキャラクターがレシオ4となり、2人なら3+1もしくは2+2、3人なら2+1+1となる。
チーム人数が最大3人までであるため前作のように4人編成で1+1+1+1とはできない。どのキャラクターを高レシオにするかをプレイヤーが選択できるようになったため自由度が高まり、前作とは違い使用したいキャラクター同士でチームが組めるようになった。
人数が多いチームのほうが理論上は有利になるとされている。レシオ2と1の同じキャラクターが同じ攻撃を互いに当てていった場合、レシオ1のキャラクターの体力が0になるときにレシオ2のキャラクターの残り体力は単純計算で約34%であり、攻撃力と体力を総合すると、レシオ1＋レシオ1のほうがレシオ2より効率が良いので、可能な限り人数が多いほうが有利となる。

## 登場キャラクター
キャラクターセレクト画面やインストラクションカードなどで使用されているイラストは、西村キヌと森気楼による。C, A, Pグルーブを選択した際には西村キヌのイラストが、S, N, Kグルーブを選択した場合には森気楼によるイラストが表示される。
本作では背景が3Dになったことで2Dキャラクターとのドット比率が変わったため、前作から登場しているキャラクターもすべて打ち直された。1キャラクター分完成するのに7 - 8ヶ月かかっている。ゲーム中で使用されるグラフィックパターンは、新キャラクターに関してはほぼ全てが新規描き下ろしとなっている。前作から登場しているキャラクターでもシステムの追加に伴う描き下ろしや、本作でのグラフィックの変化に合わせて若干の調整が施された。カプコン側のキャラクターは『ストリートファイターZERO3』などで使用されたものを調整して再利用したキャラクターが多く、SNK側のキャラクターは全てがカプコン調に描き直された新規グラフィックである。
前作では『PRO』での追加キャラクターを除いて2パターンの性能（ノーマル・EX）が存在したが、本作ではその2種類を統合した必殺技を持つ者が多い。なお前作で隠しキャラクターだった豪鬼、モリガン、ナコルルは今作では最初から使用可能。
勝利画面などで表示されるメッセージでは、同チームのキャラクターが会話を交わしたり、そのキャラクターの元の作品に登場するキャラクターを意識した台詞を話すといった、クロスオーバーならではの特徴が見られる。

### カプコン
リュウ
声 - 森川智之
本シリーズでは京の勝利メッセージで「親父（草薙柴舟）から聞いていた」と言われる。また、専用の掛け合いも存在する。
ケン
声 - 岸祐二
モリガンに対する勝利メッセージで「俺に勝てる女はイライザだけ」と言う。テリーが相手だと専用の掛け合いが発生する。エンディングストーリーでは息子のメルが登場する。キャラクター性能は、前作のEX版（『スーパーストリートファイターII X』風仕様）寄りになっている。
春麗
声 - 根谷美智子
前作では『ストリートファイターZERO』シリーズ準拠だったドット絵が『ストリートファイターIII』風に描き換えられ、技もそれに準じたものに変更されている。山崎竜二との専用掛け合いでは、乱入したホンフゥが山崎にやられた時には前作では無反応だったが、本作では一瞬呆れた表情を見せるものの「私がお相手するわ!」と気丈に言い放つように変更された。「覇山蹴」「天星乱華」は登場せず、「気功拳」の動作は『スーパーストリートファイターII』に準じたものになっている。
ガイル
声 - 石塚運昇
基本的に家庭用『ストリートファイターZERO3』に準拠しているが、LV3/MAX専用スーパーコンボに昇格した「ソニックハリケーン」は『MARVEL VS. CAPCOM 2』と同様の演出になっており、性能も格段に上がっている。
ザンギエフ
声 - 玄田哲章
イーグルとの対戦前に「マンチェスターブラック」に合わせて「ダブルラリアット」を当てる演出がある。この演出はPlayStation Portable版『ストリートファイターZERO3↑↑』でも登場する。
ダルシム
声 - 山田義晴
覇王丸からは「鎖鎌よりもえげつない」と言われ、ユンからは「誰かに改造されたのか」と言われる。ほとんどのキャラクターが彼に対して驚いた反応を見せているが、京は「その程度の炎の使い方では大道芸がいいところ」とこき下ろし、藤堂竜白は「長槍ごときに遅れは取らない」と言っている。ただし「心頭滅却すれば火もまた涼し」という発言に対しては、火を噴けるから妙に説得力があると認めている。エンディングストーリーでは大阪復興のボランティアをする。
エドモンド本田
声 - 菅原正志
前転キャンセルにより、ほぼ全ての必殺技が強化されている。
ブランカ
声 - 上田祐司
電撃をまといながらローリングアタックする「ダイレクトライトニング」など、本シリーズオリジナルのスーパーコンボが追加。本シリーズでは『ストリートファイターZERO3』とは違い、片言のセリフを喋る。藤堂竜白は「密林での修業も一考に値する」と強さを認め、ロレントからはその発電能力と擬態能力を見込まれ特殊工作員に任命される。恭介に「友達の父親（一文字伐の父で恭介自身の叔父でもある忌野雷蔵）に似てる」と言われ、京からは「紅丸が着ぐるみを着ている」と勘違いされている。ベガや山崎と組んでいる場合、負けた相手を食べる役割を押し付けられる。
マイク・バイソン
声 - 山寺宏一
本シリーズでは通常投げが『ストリートファイターII』シリーズや『ストリートファイターZERO3』から一新された。他のキャラクターから軽く見られることが多く、モリガンとの掛け合い勝利メッセージでは鼻の下を伸ばす様を「大したことがない」と言われ、キングやライデンからは「同類にされたくない」という趣旨のメッセージを言われる。チャンとの掛け合いでは、自分を頭脳派だと思い込んでいることが判明する。
バルログ
声 - 上田祐司
腕から蛇のようなオーラが発生する勝利ポーズが追加。醜男・美男子・女性に対して専用の開始前デモ（それぞれ、後を向いて首を横に振る、薔薇を投げつけて闘志をアピール、素顔を見せて一礼）がある。醜男に対しては勝利メッセージで冷酷な言葉を浴びせており、特に山崎竜二のことは「何もかも歪みきっていて存在すらも許せない」と全否定している。また、ベガを美男子として扱っているのは、ベガの圧倒的な強さに美を見出しているため。
サガット
声 - 三木眞一郎
全体的な攻撃力や体力が高めに設定されており、強キャラクターの一角を占める。一部の食らいポーズが『ストリートファイターZERO』シリーズと違っている。キングに負けた場合は「まるで嵐だけどついていけないレベルじゃない」と言われる。
ベガ
声 - 若本規夫
ゲーム途中で乱入キャラクターとして登場することがある。シリーズのオリジナル必殺技「サイコバニッシュ」を絡めたオリジナルコンボの性能は高く、実戦に耐えうるほどの低難度でもあるため、他キャラクターの追随を許さないほど強力。キム・カッファンからは「もはや更生は不可能。粛清するしかない」と本気で敵意を向けられる。
キャミィ
声 - 長沢美樹
前作から声優が変更された。彼女のつれない態度にSNKの女性キャラクターは呆れ、特に舞からは「友達になってやらない」と怒られる。
春日野さくら
声 - 笹本優子
アテナとの掛け合い勝利メッセージでは、さくらのテストのヤマ感の確率は8割だと判明する。
モリガン＝アーンスランド
声 - 神宮司弥生
このキャラクターのみ、デフォルトでチェーンコンボ（地上のみ）が使用可能。京のことが気に入っている様子。
ダン
声 - 細井治
アテナにはロバート・ガルシアに、響には天野漂に間違えられる。また、舞との掛け合い勝利メッセージではアンディ・ボガードを「逃げた男」と言ったので舞に「アンディを馬鹿にしたらシメるわよ」と言われる。
イーグル
声 - 山野井仁
『ストリートファイター』より登場。同作ではCPU専用だったため、本作品で初めてプレイヤーキャラクターとして登場する。勝利台詞は同性愛の気があるような怪しいものになっている。
マキ
声 - 長沢美樹
『ファイナルファイト2』より登場。必殺技「烈風脚」は同作でのメガクラッシュと同じ技で、体力ゲージを消費する。漫画『さくらがんばる!』同様にトンファーを装備している。『ストリートファイターZERO』シリーズにおけるガイと同じく、『ファイナルファイト2』での攻撃を再現した「武神流獄鎖拳」を使う。
鑑恭介
声 - 千葉一伸
『私立ジャスティス学園』より登場。特定の技からハイジャンプでキャンセルしたときのみ、チェーンコンボと同じ要領で空中の相手に追撃する「エアバースト」が可能。LV3スーパーコンボ「ファイナルシンフォニーRemix」では一文字伐と若葉ひなたが登場し、共に攻撃する。
ユン
声 - 伊藤健太郎
『ストリートファイターIII』シリーズより登場。スーパーコンボの中にはヤンが出現して攻撃する「雷震魔破拳」や、ヤンと共に同時攻撃する「飛天双龍陣」がある。ドット絵は本作の描き下ろし。
ロレント
声 - 山野井仁
『ファイナルファイト』および『ストリートファイターZERO』シリーズより登場。ドット絵は『ストリートファイターZERO』シリーズの流用。エンディングストーリーではブラジルの傭兵部隊（＝『ザ・キング・オブ・ファイターズ』の怒チーム）に接触するのが目的だったことが判明する。彼の考えに対するキャラクターの反応は様々で、特にルガールから「この世に理想郷はない」「叶わぬ夢にすがり付く哀れな愚か者」と挑発された際には「脅迫罪に問う」「我が信条を貴様の道楽と同列に語るな」と反論するなど、険悪な雰囲気を見せる。
豪鬼
声 - 西村知道
最終ボスとして出現する場合がある。勝利メッセージは汎用のもののみで、対敵・対味方ともに彼をメインにした掛け合い勝利メッセージは本作にも存在しない。掛け合いメッセージでの返事は、バイスが相手を馬鹿にした際には「うつけ者は貴様だ!」と一喝し、チャンが「滅殺」を軽々しく言った際には「お前から黄泉に行くか!」と脅しをかけている。

### SNK
草薙京
声 - 野中政宏
前作に引き続き、ステージにより紅丸との対戦時には背景に大門五郎が現れる。エンディングストーリーでは矢吹真吾がひとしきり喋っている。
八神庵
声 - 安井邦彦
本シリーズの味方キャラクター別勝利メッセージではほぼ全てのキャラクターに対して皮肉を言い、特に豪鬼や覇王丸との掛け合いでは直接喧嘩を売っている。
テリー・ボガード
声 - 橋本さとし
『餓狼伝説』シリーズをベースにしているが、超必殺技として『餓狼 MARK OF THE WOLVES』の「バスターウルフ」を使用する。サガットに対する専用メッセージでは、ジョーのイメージからムエタイをずっと誤解していたことが判明する。
リョウ・サカザキ
声 - 臼井雅基
『龍虎の拳』シリーズや『KOF'95』までに近いが、「猛虎雷神刹」「天地覇煌拳」など『KOF'96』以降の技も持つ。エンディングストーリーはダンらしき人物が極限流空手の道場に侵入したことにタクマ・サカザキが気づかないという展開になっている。
不知火舞
声 - 曽木亜古弥
前作と同じく春麗との対戦前に彼女が春麗に変装して登場する演出があるが、春麗の反応が前作と異なっている。エンディングストーリーでは本シリーズには登場していないアンディ・ボガードらしき人物が登場する。
キム・カッファン
声 - 橋本さとし
ザンギエフに対する勝利画面メッセージで、前作でチャンと見間違えた件を謝っている。前作から引き続き登場するキャラクターのメッセージが、本作で変更された珍しい例である。
ギース・ハワード
声 - コング桑田
ゲーム途中で乱入キャラクターとして登場することがある。時代設定は異なるが、息子であるロックと本作で初競演を果たした。覇王丸からは日本刀を素手で受け流す技術を驚かれている。
本作の性能は全体的に動きが遅いが攻撃力は高く、特にKグルーヴでは攻撃力の高さにより磨きがかかり逆転力の高いキャラクター。
山崎竜二
声 - 石井康嗣
本シリーズでのキャラクター設定は『ザ・キング・オブ・ファイターズ』シリーズを踏襲しているが、オロチ八傑集という描写は無い。ほとんどの相手に対しては男女・善悪を問わず皮肉や屈辱的な台詞を浴びせつけるが、ガイルには「渋いねぇ!」と言い、豪鬼の強さを一応は認めている。同キャラクター戦の場合、自分はシャープな男だと思っていることが判明する。
前作と同じく、春麗との対戦前には原作ゲームの関連キャラクターであるホンフゥが登場する。ホンフゥは尻を山崎の「蛇使い・下段」で殴られて退場する。
ライデン
声 - ジョン・フラトン
本シリーズではビッグ・ベアではなく、登場当初の悪役レスラー時代のリングネームと覆面姿で登場（ただし口調は改心後のものを思わせる常識的で冷静なものになっている）。キャラクターデザインは『餓狼伝説 WILD AMBITION』がベース。必殺技はビッグ・ベアとして使っていたものや、本シリーズ独自の技も持ち合わせている。ザンギエフとの対戦前には取っ組み合う演出がある。
ルガール・バーンシュタイン
声 - 新居利光
『KOF'94』と同様に正装で参加し、上着を脱ぐことはない。本作では最終ボスとして登場することもある。ペットとして黒豹・ロデムを連れていて、試合前にのみ登場する。
バイス
声 - 弓雅枝
ルガールとの対戦に限り、開始前デモではマチュアも一緒に登場する。彼女とともにルガールの秘書を務めていたという出典の設定から、ルガールとの掛け合いでは敬語を話すが、彼に対する反感から慇懃無礼に接している。キャミィとの掛け合いでは「あんたの悲鳴を聴かせてもらう」と挑発する。
二階堂紅丸
声 - モンスター前塚
服装は本シリーズオリジナル。覇王丸からはガルフォードと間違えられる他、ザンギエフに対しては「ゴリラみたいだから全身脱毛を薦める」と発言している。
ユリ・サカザキ
声 - ほりえかおり
本作ではダンとはお互いを「真似するな」などといった言い合いをしている。チームメイト別勝利メッセージではほとんどのキャラクターからテンションの高めなノリを引かれている他、ダルシムやサガットの頭をやたらと気にしている。
キング
声 - 生駒治美
本シリーズでは『KOF'96』-『'97』当時の服装で登場。サガットとの掛け合いでは「弟子（アドン）よりは信用できる」と言われる。エンディングストーリーでは弟のジャンが登場する。
ナコルル
声 - 生駒治美
開始前デモなどで『ナコルル 〜あのひとからのおくりもの〜』のマナリが登場する。ルガールとチームを組むと、ペットの黒豹が懐いたことでルガールに驚かれるシーンがある。
ジョー・ヒガシ
声 - 檜山修之
『KOF'99』のストライカー動作を最後に使われなくなっていた尻出し挑発が復活している。ダンとは何かと啀み合っている。
藤堂竜白
声 - 青野武
『龍虎の拳』から登場。開始前デモなどで、『ART OF FIGHTING 龍虎の拳 外伝』や『ザ・キング・オブ・ファイターズ』シリーズに登場する娘の藤堂香澄も登場。元作品には「ただ一つの技『重ね当て』のみをひたすらに追求する」という設定があるが、本作では香澄の技も一部追加されている。本作での超必殺技「心眼 蔓落とし」は高い性能を誇る。声優はアニメ『バトルスピリッツ 龍虎の拳』と同じ青野が務めている。
麻宮アテナ
声 - 池澤春菜
『サイコソルジャー』および『ザ・キング・オブ・ファイターズ』シリーズより登場。本作では『KOF'95』時代の衣装で出場している。同じくサイコパワーを操るベガに対しては「同じ名前だけど、サイコパワーは悪には屈しない」と言い放つ。
ロック・ハワード
声 - 竹本英史
『餓狼 MARK OF THE WOLVES』の主人公で、ギースの息子。出典のシャイで女性が苦手な性格とはやや違い、女性キャラクターに対する勝利画面での文字セリフが（舞やモリガンを除けば）平然としたものとなっている。父であるギースとは初競演だが、彼が自身の父親だとは認識していない描写がある。
覇王丸
声 - 中村大樹
『サムライスピリッツ』シリーズの主人公。遠距離立ち強パンチに割り当てられた斬鉄閃（強斬り）の威力は健在で、大半のLV1スーパーコンボ・超必殺技を大きく上回るダメージを叩き出す。シン豪鬼をアンブロジァではないかと疑う台詞がある。
高嶺響
声 - 氷上恭子
『幕末浪漫第二幕 月華の剣士』より登場。出典の性格とはやや違い、勝利画面での文字セリフが全て敬語になっている。また「死を恐れぬ心也」のクリーンヒットでKOすると髪が解ける勝利ポーズに移行する。
チャン・コーハン
声 - 有田洋之
『ザ・キング・オブ・ファイターズ』シリーズより登場。チョイ・ボンゲを連れており、チョイに攻撃させる技が存在する。ゲームシステム上はチョイはオプション扱いとなっており、チョイが攻撃を受ける演出があってもチャンのダメージにはならない。2人とも『KOF'94』-『'95』当時の衣装を着ている。春麗からは悪人扱いされていないようで、彼女の対悪人専用デモの対象にはなっていない。また、チャンと同キャラクターで組んだ場合はメンバーは最低で計4人と多人数になり、勝利メッセージでもルール違反していないか心配する一幕もある。
彼の個別勝利メッセージはチョイとの掛け合いになっていて、チーム時の掛け合いメッセージでは一部のセリフは彼の代わりにチョイが発言している。SNKの女性キャラクターの間では、ナコルルやアテナには励まされるが、舞からは「毒気に当てられる」、ユリからは「お笑いコンビとしてやり直せ」と馬鹿にされたり、キングにも「進歩がない」と呆れられる。キムとの掛け合いでは、「正義は勝つ」という趣旨の発言に呆れる一幕がある。また、キムが待機キャラクターの場合、勝った後は特訓を課せられる。

### CPU専用キャラクター
AC版では隠しモード「ボスバトルモード」のCPU専用キャラクターとして登場。家庭用ではプレイヤーも使用可能。
殺意の波動に目覚めたリュウ
声 - 森川智之
特殊技「天魔空刃脚」とLv3専用スーパーコンボ「滅・波動拳」が追加されており、「阿修羅閃空」「滅殺豪昇龍」「瞬獄殺」は豪鬼のそれと同等の性能を持つ。「空中竜巻旋風脚」は通常のリュウと同様に放物線を描いて飛ぶものと前作の水平に飛ぶものの両方が使用可能。「真空竜巻旋風脚」は前作と同様に使用不可。なお、CPUボスとしての登場時は防御力がプレイヤー版のものより上昇しており、気絶しても起き上がると同時にすぐに回復する（ツキノヨルオロチノチニクルフイオリも同様）。
ツキノヨルオロチノチニクルフイオリ
声 - 安井邦彦
バルログをも凌ぐ移動速度は健在。「鬼焼き」を連発する本シリーズオリジナル超必殺技「裏百式・鬼焔」を持つ一方で、相手のガードを崩す「屑風」と超必殺技「裏百八式・八酒杯」が削除されている。

### 最終ボス
一定条件を満たすとどちらかが出現することがある。AC版ではCPU専用だが、家庭用では使用可能。
シン豪鬼
声 - 西村知道
ルガールにより暗黒パワーを注ぎ込まれた豪鬼。本作のオリジナルキャラクターだが、後に『CAPCOM FIGHTING Jam』にも登場。歩行速度が速く、使用する技はスーパーコンボが追加されているほか、性能や攻撃力が桁違いに上昇している。「百鬼襲」が削除され、代わりにカウンター技の「天魔朱裂刀」を持つ。プレイヤーキャラクターとして使うと全キャラクター中で最低の防御力・体力とハイリスクでバランスが取られているが、CPUボスとしての登場時はそれがない上に攻撃力が1.5倍になっており、さらに気絶しても起き上がると同時にすぐに回復する（ゴッドルガールも同様）。背中に浮かび上がる文字も「天」から「神人」に変化している。
ゴッドルガール
声 - 新居利光
本作のオリジナルキャラクターで、豪鬼の殺意の波動を取り入れたルガール。自分本来の技に加え「阿修羅閃空」「瞬獄殺」を体現した技を使うようになる。「ラストジャッジメント」（「瞬獄殺」のアレンジ技）の際、形こそ違うものの同じように背中を向けるポーズを取るが、豪鬼と違って文字は浮かび上がらない。その代わり勝利ポーズでYシャツを破く際、胸に「天」の文字のようなものが見られる。また必殺技とスーパーコンボがそれぞれ一つずつ追加されている。シン豪鬼と同様に歩行速度が速い。
シン豪鬼と同様にプレイヤーキャラクターとして使うと、シン豪鬼ほどではないが低い防御力・体力とハイリスクでバランスが取られている。またCPUキャラクターにはシン豪鬼と同様にデメリットがなく、攻撃力が1.5倍になっているほか、防御力も上昇している。

## ステージ
ステージのグラフィックは3Dで描かれるようになった。スタッフによると、背景キャラクターには本編に出したかったが出せなかったキャラクターが多いという。
青森（日本）
ねぶた祭りが行われている夜の街中の、ねぶたの側にある平たい台で対戦。このステージのみ、ダウンしたキャラクターが当たって壊れるオブジェクトが存在する。ねぶたは左がエドモンド本田、右が覇王丸、中央奥が千両狂死郎。
上海（中国）
中華レストランに設置された円形武闘場で対戦。武闘場は回転し、周りには観客席がある。背景にはジューン、鎮元斎、包、タオ、李香緋、レイレイら中華風キャラクターがいる。
ナイロビ（ケニア）
砂漠の平らな地面で対戦。ラリーが開催されており、時々奥から車が2台走ってきて、対戦者の上をジャンプしていく。背景にはレオナ、ハイデルン、クラーク、ラルフ、アレックス、フォッカーがいる。
バレンツブルク（スヴァールバル諸島）
雪と氷に覆われた北極海の氷山。垂直な壁の近くの地面で対戦。対戦中に大型客船がやってくる。背景にはシロクマやアザラシがいる。
ロンドン（イギリス）
オープンカフェ前の道路で対戦。常に2階建てバスが右から左奥へと走っていく。1ラウンド目は昼で、2ラウンド目からは夜になる。背景にはビリー・カーン、リリィ・カーン、カーマン・コール、エレナ、ダッドリー、ローズ、ルージュがいる。
キンダーダイク（オランダ）
何基もの風車が立ち並ぶ土地で対戦。背景には誰もいない。
ニューヨーク（アメリカ合衆国）
夕方のビルの屋上で対戦。屋上にはビールを飲むカウボーイの服装をした巨大な広告人形の上半身が設置してあり、常にヘリコプターが飛んでいる。
大阪「決勝戦」（日本）
ドーム開閉式の会場の中央に設置されたリングで対戦。徐々に天気が悪くなっていく。3ラウンド目からはリングの周りに舞台装置が登場し、体力ゲージが表示してあったり、テレビカメラが来たりもする。
一定条件を満たさなかった場合、このステージで終了になる。
大阪「大阪城」（日本）
雷雨が激しい大阪城の屋根の上で対戦。豪鬼、ルガールと勝負する際のステージ。また、隠しモード「ボスバトルモード」のステージでもある（シン豪鬼、ゴッドルガール以外）。
大阪「大阪市街」（日本）
炎に包まれた大阪城周辺にある市街の建物の上で対戦。シン豪鬼、またはゴッドルガールと対決するステージ。対戦開始時にシン豪鬼かゴッドルガールがいるとそれぞれの専用BGMが流れ、いない場合はどちらかのBGMがランダムで流れる。大阪城と違い、雨は降らない。
このステージは相手が一人しか存在しないため、「ROUND 〇」もしくは「FINAL ROUND」が表示されない。
大阪「トレーニングステージ」（日本）
青いワイヤーフレームで構成された空間で対戦。家庭用版のVSモードとトレーニングモードのみで使用可能。このステージでは専用のBGMに加え、前作の「懐かしのテーマ曲」の中からランダムでBGMが流れる。

## 移植版
アーケード版から約1ヵ月後の2001年9月13日に、ドリームキャスト版・PlayStation 2版が同時発売された。マルチマッチングサービスによる通信対戦の他、練習用モードや負けるまでに何人に勝てるかを競うサバイバルモード、キャラクターカラーエディットなどの追加要素が導入されている。また異なるハード間でも対戦可能なナローバンド回線によるインターネット対戦を搭載しており、両ハード共に20万本ほどのヒットを達成している。前作とは異なり、アーケード版との連携要素は実装されなかった。ただしドリームキャスト版に限り、ネオジオポケットカラー専用ソフト『SNK VS. CAPCOM カードファイターズ2 EXPAND EDITION』との通信ケーブルを使った連動要素が実装されている。
その約1年後の2002年7月4日にはゲームキューブ版、さらにその翌年の2003年1月16日にはXbox版が発売されている。この2機での移植版は初心者向けの入力簡素化システムである「EO（イオ）」（Easy Operation）システムを搭載した『CAPCOM VS. SNK 2 EO MILLIONAIRE FIGHTING 2001』（カプコン バーサス エス・エヌ・ケイ ツー イオ ミリオネア ファイティング ツーサウザンドワン）として発売された。
2008年9月18日にはPlayStation 2で『CAPCOM VS. SNK 2 MILLIONAIRE FIGHTING 2001 ストリートファイターIII 3rd STRIKE -Fight forthe Future- バリューパック』として、本作と『ストリートファイターIII 3rd STRIKE』のカップリング作品が発売。
2012年9月19日にはゲームアーカイブスでダウンロード版の配信が開始された。オンライン通信対戦には非対応。

### 対戦モード
家庭用の「アーケードモード」「VSモード」では、対戦形式を以下の3種類から選ぶ。
- RATIO MATCH - 使用キャラクターを3人まで選択し、レシオの合計が4になるように使用キャラクターに振り分ける
- 3on3 MATCH - 必ず3対3で戦う
- SINGLE MATCH - 1対1で戦う

アーケード版では、オペレーター向けに配布されたパスワードを設定画面で入力をすれば切り替えられる。カプコンの公式大会や「闘劇」でも、対戦形式は全て「RATIO MATCH」で行われた。

### EX-グルーヴ
家庭用では一定条件下で、上記6グルーヴのいずれかのゲージシステムと、以下を含めたサブシステムを組み合わせた、EX-グルーヴが使用できる。またデフォルトの6グルーヴも、内容はグルーヴごとに固有のゲージシステムとサブシステムの組み合わせとなっている。
以下がEX-グルーヴ独自のサブシステムである。
- CHAIN COMBO（チェーンコンボ） - チェーンコンボが使用可能。地上と空中で別項目。デフォルトの6グルーヴではモリガンのみ地上で使用可能だが、EX-グルーヴではこの項目を設定しないと使用できない。
- SUPER COMBO CANCEL（スーパーキャンセル） - 必殺技をスーパーコンボでキャンセルできる。EOのP-グルーヴにデフォルトで搭載されている。
- CANCEL ANY MOVE - 通常技のキャンセル制限を無視し、どの基本技からでも必殺技やスーパーコンボでキャンセルできる。

EX-グルーヴ作成に関してはゲージおよびサブシステムのそれぞれにポイントが設定されており、その合計値に制限がある（一定条件で上限を撤廃できるが、本来の上限値を越えると通信対戦では使用できない）。

### 通信対戦
ゲームキューブ版、ゲームアーカイブス版以外の家庭用移植版では、通信回線を利用した対戦が可能である。
ドリームキャスト版、PlayStation 2版では、それまでカプコンがドリームキャスト用タイトルで使用していたマッチングサービスを拡張したマルチマッチング回線により、異なる機種の間でも対戦が可能になった。なお、この両機種間でのオンライン対戦は2004年8月2日にサービスを終了している。
Xbox版はXbox Liveによる回線を使用しており、Xbox向けのXbox Liveサービスが終了する2010年4月15日まで通信対戦がプレイ可能であった。

### EO-ISM
ゲームキューブ版・Xbox版では、それぞれCスティック・右スティックを傾けた方向によって様々な技が簡単に出せるEOシステムが搭載され、EO-ISM（ゲームキューブ版ではGC-ISM〈ゲームキューブイズム〉）、AC-ISM（アーケードイズム）のどちらかを選択する。

## スタッフ
- プランナー：Neo_G (H.ISHIZAWA)（石澤英敏）、TAKECHAN（谷口岳史）、ONI-SUZUKI（鈴木良太）、荒木光昭、HAMAN SATORU（小浜智）、BURUMA (KOJIMAX)（小嶋慎太郎）
- ビジュアルプランナー：村田治生、大沼友紀
- プログラマー：HYPER SHINCHAN（山崎慎一郎）、SENOR、HARD.YAS-GROOVE-（原田康則）、YU KAWAMURA（川村優子）、YANAGI、森田久美子、tencho、三上陽司、NAE Cham
- ネットワークプログラマー：上野智弘、BATAYON、MATSUMOTO Masao、Miss（三須康至）、Koide Tetsuy@、金子賢太郎、KAZ YUNDE（弓手一良）、松本純、SHIN.（上山真一）、秋山幸平
- A.C.R. プログラマー：MEIJIN、HIRO、KOBUTA、OKAZ@KAGAWA（香川雄一）、中井一仁、松下正和、HIROTAKA.A（荒木浩孝）、MIKIO、渡邉浩明、SHINICHI.Y、瀬田宗治、ZAG2001、KUWANA（桑名正）、青木克己
- タイトルデザイン：UKABIN（鵜飼敏）
- イラストレーター：西村キヌ、森気楼、イケノ、カプコンデザインチーム
- インストラクションカードデザイナー：SAKOMIZU（迫水新一郎）、M★RU、Y.UCHIDA
- オブジェクトデザイナー：G・KAMINA（上水口真司）、ZZAK、IKUSAN Z（中山郁夫）、akA ManiA（長山剛士）、CHIMORIN SHOGUN（千本啓五）、井川純、大住智彦、★toshi@loveyuko★、RVT1000R (RC51)、Yamancha（山本義紀）、高田英哉、RINBOKU、平野大地、佐藤正嗣、YOSHIHIKO（秋田喜彦）、YO-HE-（中村洋平）、A-KO、KANA（藤岡要）、NARA（奈良裕之）
- エフェクトデザイナー：TAKEP、ANZ
- バックグラウンドデザイナー：岩井千佳、京谷有紀、TAMA（竹尾圭代）、SARU、Kuwajima@C-ya（桑島慎也）、SUZUKI GORO 2001（鈴木吾郎）、INOYAN（井上孝俊）、新山直子、宇野亮、HONGOU AKIKO、SAITO AYA、NAKAMURA TAKAKO、KISABON（木佐貫久司）、森崎智恵、大西明子、田上陽一、YAMAMOTO YASUHIRO、今堀弘之、梶田正典
- ミュージックコンポーザー：伊瀬聡
- サウンドデザイナー：遠藤正之
- レコーディングエンジニア：瀧本和也
- Dj：浅井博章
- ディレクター：伊津野英昭
- アシスタントプロデューサー：寺田隆良、伊津野賢二
- プロデューサー：須藤克洋
- ゼネラルプロデューサー：船水紀孝
- エグゼクティブプロデューサー：岡本吉起
- スペシャルサンクス：小林裕幸、Eiichi Yaji、H.Furubeppu、Kensuke Nakahara、Kokoro、J・NAGAI、HAGEE、AKUTA、OJEE、SHOUDEN、NAOTO SATOU、伊加井努、YURIKO YAMAMOTO、青木美智代、白岩卓也、Shizuka Abe、KAORI FUNYAKOSHI、AYUMI COMEBARA、Erik GENAZEA Suzuki、D44 (BAS)、KNNIT、NUKI BLACK、XIAO、DR.seno、KAWAMOTO TOSHITAKA、KIYOMATU★teacher、UME-ZONO、BUGCHECK TEAM、猿楽庁、junnosuke Miyamoto、Akira Tateishi、Kouta Sasaki、Tatsuya Hasegawa、Kazuo Shouno、Hideki Ishizuka、Kohji Okada、Jinichi Tokutomi、Toshihiro Komiya、Takashi Kikuchi、Hiroshi Terada、Masafumi Chigusa、Ryuuji Kida、Jun Tamura

## 関連商品
書籍
- 『CAPCOM VS. SNK 2 アナザープレイガイド』双葉社、2001年10月15日発行。
- 『CAPCOM VS. SNK 2 ミレニアムファイティング2001 公式ガイドブック』エンターブレイン、2001年12月22日発行。

CD
- 『CAPCOM VS. SNK 2 MILLIONAIRE FIGHTING 2001 ORIGINAL SOUNDTRACK』セルピュータ、2001年9月19日発売。